# 村西辰彦
村西 辰彦（むらにし たつひこ、1978年10月8日 - ）は、滋賀県出身の元プロ野球選手（外野手）。

## 来歴・人物
近江高校では、3年夏に夏の甲子園出場。卒業後、愛知学院大に入学し、3、4年大学選手権、4年の明治神宮大会にも出場した。
大学卒業後に渡米。
帰国後、日本ハムファイターズのテストを受け、2001年プロ野球ドラフト会議で日本ハムに8巡目指名され入団した。
しかし、わずか1年で戦力外通告され、2002年に阪神タイガースのテストを受けるも不合格だった。
その後は、アメリカの独立リーグであるフロンティアリーグのエバンズビル・オッターズとフローレンス・フリーダム、ゴールデンベースボールリーグのジャパン・サムライ・ベアーズでプレーした。
2005年限りで帰国し、父親の経営する村西司法事務所にて司法書士補助者を務めている。
2025年3月10日には同月末に退任する恩師の近江高校監督の多賀章仁の記者会見に同校の後輩・島脇信也と共にサプライズで出席し、花束を贈呈している。

## 詳細情報

### 年度別打撃成績
- 一軍公式戦出場なし

### 背番号
- 67 （2002年）